# Clethra purpusii
Clethra purpusii är en tvåhjärtbladig växtart som beskrevs av L.M.González. Clethra purpusii ingår i släktet Clethra och familjen Clethraceae. Inga underarter finns listade i Catalogue of Life.